# Lorenzo Minotti
Lorenzo Minotti (Cesena, 8 febbraio 1967) è un dirigente sportivo ed ex calciatore italiano, di ruolo difensore. Vicecampione del mondo con la nazionale italiana nel 1994.

## Carriera

### Giocatore

#### Club

Minotti, capitano del Parma, solleva la Coppa Italia 1991-1992.

Cominciò la sua carriera da calciatore nel Cesena, in Serie B, nel 1985. Si trasferì al Parma nel novembre 1987 dapprima in prestito poi, dal 1989, a titolo definitivo; con gli emiliani esordì anche in Serie A il 9 settembre 1990, nella sconfitta interna 1-2 contro la Juventus.
L'esperienza coi ducali, allora guidati dall'allenatore Nevio Scala, fu la più importante della sua carriera: a lungo capitano di quella squadra emiliana che – in pochi anni – dalla serie cadetta giunse sino ai vertici del calcio europeo, a Parma diventò il perno centrale difensivo dei gialloblù insieme al compagno Luigi Apolloni, vincendo una Coppa Italia (1992), una Coppa delle Coppe UEFA (1993, segnando in acrobazia durante la finale di Wembley), una Supercoppa UEFA e una Coppa UEFA (1995).
In seguito giocò anche con il Cagliari e il Torino, prima di chiudere la carriera nel Treviso, tra i cadetti. In massima serie conta 201 presenze e 19 gol.

#### Nazionale
La prima convocazione per la nazionale italiana è relativa all'incontro del 14 ottobre 1992 contro la Svizzera ma non ha occasione di scendere in campo. Esordì alla successiva convocazione, il 16 febbraio 1994 in Italia-Francia (0-1).
Da giocatore fu vicecampione del mondo, facendo parte della rosa dell'Italia presente al campionato del mondo 1994, dove non scese mai in campo, unico giocatore di movimento della spedizione azzurra a non totalizzare neanche un minuto nella manifestazione, l'altro giocatore a non scendere mai in campo fu il terzo portiere Luca Bucci, compagno di squadra anche nel Parma.
In nazionale conta 8 presenze senza gol.

### Dopo il ritiro
Dal 2002 al 2004 è stato direttore sportivo del Parma.
Dopo un periodo d'inattività, Il 20 novembre 2007 con l’arrivo del nuovo presidente Igor Campedelli viene nominato responsabile dell'area tecnica della squadra della propria città, il Cesena. Il 13 giugno 2009 con l’avvenuta di Antonio Recchi nelle vesti di direttore sportivo rassegna le dimissioni. Il 14 ottobre torna al club romagnolo in qualità di osservatore per il responsabile del settore giovanile Andrea Galassi. Il 21 giugno 2010 il presidente Campedelli lo ripassa al ruolo di direttore tecnico. Il 22 maggio 2012 rescinde consensualmente il contratto.
Dalla stagione 2014-2015, ricopre il ruolo di commentatore sportivo per Sky Sport.
Il 23 luglio 2015 viene nominato responsabile dell'area tecnica del rifondato Parma. Al termine della stagione ottiene la promozione in Lega Pro. Il 22 novembre 2016 è sollevato dall'incarico assieme a direttore sportivo e allenatore; in seguito a questo esonero di massa si dimetterà anche il presidente Nevio Scala.

## Statistiche

### Presenze e reti nei club
| Stagione        | Squadra         | Campionato      | Campionato | Campionato | Coppe nazionali | Coppe nazionali | Coppe nazionali | Coppe continentali | Coppe continentali | Coppe continentali | Altre coppe | Altre coppe | Altre coppe | Totale | Totale |
| Stagione        | Squadra         | Comp            | Pres       | Reti       | Comp            | Pres            | Reti            | Comp               | Pres               | Reti               | Comp        | Pres        | Reti        | Pres   | Reti   |
| --------------- | --------------- | --------------- | ---------- | ---------- | --------------- | --------------- | --------------- | ------------------ | ------------------ | ------------------ | ----------- | ----------- | ----------- | ------ | ------ |
| 1986-1987       | Cesena          | B               | 14         | 0          | CI              | 0               | 0               | -                  | -                  | -                  | -           | -           | -           | 14     | 0      |
| lug.-ott. 1987  | Cesena          | A               | 0          | 0          | CI              | 0               | 0               | -                  | -                  | -                  | -           | -           | -           | 0      | 0      |
| Totale Cesena   | Totale Cesena   | Totale Cesena   | 14         | 0          |                 | 0               | 0               |                    | -                  | -                  |             | -           | -           | 14     | 0      |
| ott. 1987-1988  | Parma           | B               | 27         | 1          | CI              | 2               | 0               | -                  | -                  | -                  | -           | -           | -           | 29     | 1      |
| 1988-1989       | Parma           | B               | 36         | 7          | CI              | 3               | 0               | -                  | -                  | -                  | -           | -           | -           | 39     | 7      |
| 1989-1990       | Parma           | B               | 34         | 2          | CI              | 1               | 0               | -                  | -                  | -                  | -           | -           | -           | 32     | 2      |
| 1990-1991       | Parma           | A               | 33         | 4          | CI              | 2               | 0               | -                  | -                  | -                  | -           | -           | -           | 35     | 4      |
| 1991-1992       | Parma           | A               | 33         | 4          | CI              | 10              | 1               | CU                 | 2                  | 0                  | -           | -           | -           | 45     | 5      |
| 1992-1993       | Parma           | A               | 33         | 3          | CI              | 6               | 2               | CdC                | 9                  | 1                  | SI          | 1           | 0           | 49     | 6      |
| 1993-1994       | Parma           | A               | 33         | 4          | CI              | 7               | 0               | CdC                | 7                  | 1                  | SU          | 2           | 0           | 49     | 5      |
| 1994-1995       | Parma           | A               | 33         | 2          | CI              | 10              | 1               | CU                 | 11                 | 2                  | -           | -           | -           | 54     | 5      |
| 1995-1996       | Parma           | A               | 18         | 0          | CI              | 1               | 0               | CdC                | 1                  | 0                  | SI          | 0           | 0           | 20     | 0      |
| lug.-ott. 1996  | Parma           | A               | 0          | 0          | CI              | 0               | 0               | CU                 | 0                  | 0                  | -           | -           | -           | 0      | 0      |
| Totale Parma    | Totale Parma    | Totale Parma    | 280        | 27         |                 | 42              | 4               |                    | 30                 | 4                  |             | 3           | 0           | 355    | 35     |
| ott. 1996-1997  | Cagliari        | A               | 18         | 2          | CI              | 0               | 0               | -                  | -                  | -                  | -           | -           | -           | 18     | 2      |
| 1997-1998       | Torino          | B               | 4          | 0          | CI              | 3               | 0               | -                  | -                  | -                  | -           | -           | -           | 7      | 0      |
| 1998-1999       | Torino          | B               | 2          | 0          | CI              | 0               | 0               | -                  | -                  | -                  | -           | -           | -           | 2      | 0      |
| 1999-2000       | Torino          | A               | 1          | 0          | CI              | 0               | 0               | -                  | -                  | -                  | -           | -           | -           | 1      | 0      |
| Totale Torino   | Totale Torino   | Totale Torino   | 7          | 2          |                 | 3               | 0               |                    | -                  | -                  |             | -           | -           | 10     | 0      |
| 2000-2001       | Treviso         | B               | 28         | 3          | CI              | 0               | 0               | -                  | -                  | -                  | -           | -           | -           | 28     | 3      |
| Totale carriera | Totale carriera | Totale carriera | 347        | 32         |                 | 45              | 4               |                    | 30                 | 4                  |             | 3           | 0           | 425    | 37     |

### Cronologia presenze e reti in nazionale
| Cronologia completa delle presenze e delle reti in nazionale ― Italia | Cronologia completa delle presenze e delle reti in nazionale ― Italia | Cronologia completa delle presenze e delle reti in nazionale ― Italia | Cronologia completa delle presenze e delle reti in nazionale ― Italia | Cronologia completa delle presenze e delle reti in nazionale ― Italia | Cronologia completa delle presenze e delle reti in nazionale ― Italia | Cronologia completa delle presenze e delle reti in nazionale ― Italia | Cronologia completa delle presenze e delle reti in nazionale ― Italia |
| Data                                                                  | Città                                                                 | In casa                                                               | Risultato                                                             | Ospiti                                                                | Competizione                                                          | Reti                                                                  | Note                                                                  |
| --------------------------------------------------------------------- | --------------------------------------------------------------------- | --------------------------------------------------------------------- | --------------------------------------------------------------------- | --------------------------------------------------------------------- | --------------------------------------------------------------------- | --------------------------------------------------------------------- | --------------------------------------------------------------------- |
| 16-2-1994                                                             | Napoli                                                                | Italia                                                                | 0 – 1                                                                 | Francia                                                               | Amichevole                                                            | -                                                                     | 65’                                                                   |
| 27-5-1994                                                             | Parma                                                                 | Italia                                                                | 2 – 0                                                                 | Finlandia                                                             | Amichevole                                                            | -                                                                     | 46’                                                                   |
| 21-12-1994                                                            | Pescara                                                               | Italia                                                                | 3 – 1                                                                 | Turchia                                                               | Amichevole                                                            | -                                                                     |                                                                       |
| 25-3-1995                                                             | Salerno                                                               | Italia                                                                | 4 – 1                                                                 | Estonia                                                               | Qual. Euro 1996                                                       | -                                                                     |                                                                       |
| 29-3-1995                                                             | Kiev                                                                  | Ucraina                                                               | 0 – 2                                                                 | Italia                                                                | Qual. Euro 1996                                                       | -                                                                     |                                                                       |
| 26-4-1995                                                             | Vilnius                                                               | Lituania                                                              | 0 – 1                                                                 | Italia                                                                | Qual. Euro 1996                                                       | -                                                                     |                                                                       |
| 19-6-1995                                                             | Losanna                                                               | Svizzera                                                              | 0 – 1                                                                 | Italia                                                                | Torneo del Centenario della Federazione Svizzera                      | -                                                                     |                                                                       |
| 21-6-1995                                                             | Zurigo                                                                | Italia                                                                | 0 – 2                                                                 | Germania                                                              | Torneo del Centenario della Federazione Svizzera                      | -                                                                     | 45’                                                                   |
| Totale                                                                |                                                                       | Presenze                                                              | 8                                                                     |                                                                       | Reti                                                                  | 0                                                                     |                                                                       |

## Palmares

### Club

#### Competizioni giovanili
- Campionato Primavera: 1

Cesena: 1985-1986

#### Competizioni nazionali
- Coppa Italia: 1

Parma: 1991-1992

#### Competizioni internazionali
- Coppa delle Coppe: 1

Parma: 1992-1993
- Supercoppa UEFA: 1

Parma: 1993
- Coppa UEFA: 1

Parma: 1994-1995